# Luciano Leccese
Luciano Leccese (Salta, 1 de septiembre de 1982) es un futbolista argentino que se desempeña como delantero.

## Clubes
| Club                     | País      | Año             |
| ------------------------ | --------- | --------------- |
| Concepción de Tucumán    | Argentina | 2003-2004       |
| Gimnasia y Tiro de Salta | Argentina | 2004-2005       |
| Águilas Riviera Maya     | México    | 2005            |
| Salamanca                | México    | 2006            |
| Central Norte de Salta   | Argentina | 2006            |
| Talleres de Escalada     | Argentina | 2007            |
| Cassino                  | Italia    | 2007-2009       |
| Luco Canistro            | Italia    | 2009-2010       |
| L'Aquila                 | Italia    | 2010-2011       |
| Fano                     | Italia    | 2011            |
| Lupa Roma                | Italia    | 2011 - 2016     |
| Paternò Calcio           | Italia    | 2016 - 2017     |
| US Capistrello ASD       | Italia    | 2017 - Presente |